# Hieracium clivorum
Hieracium clivorum es una especie de planta con flor del género Hieracium, de la familia Asteraceae, orden Asterales.

## Distribución
Hieracium clivorum se distribuye por Guatemala.

## Taxonomía
Fue descrita científicamente por Standl. & Steyerm. Fue publicada en Publ. Field Mus. Nat. Hist., Bot. Ser. 23: 259 (1947).